# Круги (Жлобинский район)
Круги (бел. Кругі) — деревня в Краснобережском сельсовете Жлобинского района Гомельской области Белоруссии.

## География

### Расположение
В 16 км на запад от Жлобина, 7 км от железнодорожной станции Красный Берег (на линии Бобруйск — Жлобин), 109 км от Гомеля.

## Гидрография
На западе сеть мелиоративных каналов.

## Транспортная сеть
Транспортные связи по просёлочной, а затем автомобильной дороге Бобруйск — Жлобин. Планировка состоит из двух коротких меридиональных улиц, к одной из которых присоединяется с востока короткая улица. Застройка двусторонняя, деревянная, усадебного типа.

## История
Основана в начале 1920-х годов переселенцами из соседних деревень на бывших помещичьих землях. В 1931 году жители вступили в колхоз. 16 жителей погибли на фронтах Великой Отечественной войны. Согласно переписи 1959 года в составе колхоза имени М. И. Калинина (центр — деревня Радуша).

## Население

### Численность
- 2004 год — 26 хозяйств, 69 жителей.

### Динамика
- 1959 год — 92 жителя (согласно переписи).
- 2004 год — 26 хозяйств, 69 жителей.